# Las tres tumbas
Las tres tumbas es una película dramática mexicana de 1980 dirigida por Alberto Mariscal y protagonizada por Federico Villa, Norma Lazareno y Narciso Busquets.

## Argumento
Dos amantes se casan a pesar de todas las objeciones, escandalizando a su pueblo. Después de muchos años, sus tres hijos regresan a dicho pueblo, y al llegar se enteran de que la gente del mismo todavía no la ha perdonado y por lo tanto, no son bienvenidos.

## Reparto
- Federico Villa como Pedro.
- Norma Lazareno como Fabiana.
- Narciso Busquets como Don Luis.
- Freddy Fernández "El Pichi" como Febronio.
- Lorenzo de Monteclaro como Pedro.